# Trolls World Tour
Trolls World Tour (Brasil: Trolls 2 / Portugal: Trolls: Tour Mundial) é um filme de animação do gênero comédia musical estadunidense de 2020, produzido pela DreamWorks Animation, dirigido por Walt Dohrn e David P. Smith.
Devido à pandemia de COVID-19, o filme foi lançado nos Estados Unidos, Rússia, Singapura e Malásia em 10 de abril de 2020 apenas para as plataformas digitais dos países citados.

## Enredo
A rainha Poppy e Branch fazem uma descoberta surpreendente: Há outros mundos Troll além do seu, e suas diferenças criam grandes confrontos entre essas diversas tribos. Quando uma ameaça misteriosa coloca todos os Trolls do país em perigo, Poppy, Branch e seu grupo de amigos devem embarcar em uma jornada épica para criar harmonia entre os Trolls rivais e uní-los contra um mal maior.

## Elenco
| Personagem                  | Original                       | Brasil                           |
| --------------------------- | ------------------------------ | -------------------------------- |
| Poppy                       | Anna Kendrick                  | Jullie                           |
| Branch/Tronco               | Justin Timberlake              | Hugo Bonemer                     |
| Biggie/Bitelo               | James Corden                   | Thiago Fagundes                  |
| Queen Barb/Rainha Barb      | Rachel Bloom                   | Vic Brow                         |
| Riff                        | Karan Soni                     | Luiz Sérgio Vieira               |
| King Thrash/Rei Metal       | Ozzy Osbourne                  |                                  |
| Prince D                    | Anderson Paak                  | Gustavo Pereira                  |
| King Quincy                 | George Clinton                 | Márcio Simões                    |
| Queen Essence               | Mary J. Blige                  | Taryn Szpilman                   |
| Delta Dawn/Delta D          | Kelly Clarkson                 | Simone Mendes (Simone & Simaria) |
| Hickory                     | Sam Rockwell                   | Cláudio Galvan                   |
| Seda/Chenille e Cetim/Satin | Caroline Hjelt (Icona Pop)     | Ana Elena Bittencourt            |
| Seda/Chenille e Cetim/Satin | Aino Jawo (Icona Pop)          | Bruna Laynes                     |
| Cooper                      | Ron Funches                    | Rodrigo Oliveira                 |
| Guy Diamante                | Kunal Nayyar                   | Hugo Gloss                       |
| Chaz                        | Jamie Dornan                   |                                  |
| Tresillo                    | J Balvin                       | Manolo Rey                       |
| Tiny Diamond/Tico Diamante  | Kenan Thompson                 | Marcos Souza                     |
| Mr. Dinkles/Sr. Dinkles     | Kevin Michael Richardson       |                                  |
| Rei Peppy                   | Walt Dohrn                     | Guilherme Briggs                 |
| Smidge/Nina                 | Walt Dohrn                     | Thadeu Matos                     |
| Cloud Guy/Cara Nuvem        | Walt Dohrn                     | Fernando Lopes                   |
| Fuzzbert/Franja             | Walt Dohrn                     |                                  |
| Legsly/Pernuilda            | Ester Dean                     |                                  |
| Trollzart                   | Gustavo Dudamel                |                                  |
| King Trollex/Rei Trollex    | Anthony Ramos                  | Raphael Rossatto                 |
| Zimos                       | Alex Désert                    |                                  |
| Dickory                     | Flula Borg                     |                                  |
| Pennywhistle/Tina Flautina  | Charlyne Yi                    | Bia Menezes                      |
| Bridget                     | Zooey Deschanel                | Márcia Coutinho                  |
| King Gristle / Rei Bolinha  | Christopher Mintz-Plasse       | Charles Emmanuel                 |
| Clampers Buttonwillow       | Betsy Sodaro                   |                                  |
| Skyscraper Troll            | Justin (The McElroy Brothers)  |                                  |
| Techno Beat Drop Button     | Justin (The McElroy Brothers)  |                                  |
| Tumbleweed                  | Justin (The McElroy Brothers)  |                                  |
| Skyscraper Troll            | Travis (The McElroy Brothers)  |                                  |
| Rock Tear                   | Travis (The McElroy Brothers)  |                                  |
| Skyscraper Troll            | Griffin (The McElroy Brothers) |                                  |
| Country Tear                | Griffin (The McElroy Brothers) |                                  |
| Wani                        | Wendy (Red Velvet)             |                                  |
| Baby Bun                    | Irene (Red Velvet)             |                                  |
| Gomdori                     | Seulgi (Red Velvet)            |                                  |
| Ari                         | Joy (Red Velvet)               |                                  |
| Kim-Petit                   | Yeri (Red Velvet)              |                                  |

## Produção
Em 28 de fevereiro de 2017, a Universal Pictures e a DreamWorks Animation anunciaram uma sequência do filme Trolls, com Anna Kendrick e Justin Timberlake reprisando seus papéis como Poppy e Branch.
Em março de 2017, os podcasters irmãos McElroy começaram a fazer campanha para papéis no filme por meio de um podcast intitulado "Os irmãos McElroy estarão em Trolls 2". Após o sucesso da campanha, a DreamWorks confirmou em setembro de 2018 que os irmãos McElroy fariam participações especiais no filme.
Sam Rockwell, Chance the Rapper, Anthony Ramos, Jamie Dornan e Flula Borg foram adicionados ao elenco em maio de 2018. Corden, Icona Pop, Funches e Nayyar voltaram para reprisar seus papéis. Em 12 de junho de 2018, o filme foi renomeado como Trolls World Tour.  Em outubro de 2018, foi confirmado que Kelly Clarkson havia se juntado ao elenco e cantaria uma música original. Em junho de 2019, junto com pôsteres promocionais, novos membros do elenco foram anunciados, que íncluiam: J Balvin, Mary J. Blige, Rachel Bloom, George Clinton, Ester Dean e Gustavo Dudamel.

## Música
Junto com Timberlake, Clarkson, .Paak, Blige e Clinton, as canções são cantadas por Chris Stapleton e SZA.
O primeiro single da trilha sonora do filme, "The Other Side", de Timberlake e SZA, foi lançado em 26 de fevereiro de 2020. Trolls World Tour: Original Motion Picture Soundtrack foi lançado em 13 de março de 2020.

## Lançamento
A Universal Pictures planejou originalmente lançar Trolls World Tour teatralmente nos Estados Unidos em 10 de abril de 2020. Mais tarde foi adiado para 14 de fevereiro de 2020 antes de ser adiado para 17 de abril de 2020. Após o atraso de 007 - Sem Tempo para Morrer, foi mais uma vez adiado para a data de lançamento original em 10 de abril. Também foi programado para ser lançado em 20 de março no Reino Unido, mas devido à pandemia de COVID-19 no Reino Unido, sua data de lançamento foi adiada para 6 de abril.
Em 17 de março, a Universal anunciou que o filme seria lançado simultaneamente nos cinemas e para aluguel digital em 10 de abril nos Estados Unidos e Canadá devido à pandemia de COVID-19. Até então, Trolls World Tour havia sido lançado na Rússia, Cingapura e Malásia. Outros filmes distribuídos pelo estúdio, como The Invisible Man e The Hunt também foram lançados digitalmente antes do final dos 90 duas normals de exibição nos cinemas.
Como as medidas de bloqueio recuaram, o filme foi lançado em três locais do Santikos Theatres em San Antonio, Texas, em 1 de maio de 2020. Os cinemas de Hong Kong também começaram a exibir o filme uma semana depois, em 8 de maio de 2020. Na Rússia, o filme foi disponibilizado nos cinemas IMAX. Na Áustria e na Holanda, foi lançado em 4DX e Dolby Cinema e o filme premiere de Paramount+.

### Mídia doméstica
Trolls World Tour foi disponibilizado para compra digital em 23 de junho de 2020. O filme foi lançado em DVD, Blu-ray e Ultra HD Blu-ray pela Universal Pictures Home Entertainment em 7 de julho de 2020. Todos os lançamentos incluem um curta-metragem intitulado "Tiny Diamond Goes Back to School". Em 19 de julho, o filme totalizou US$ 23,6 milhões em vendas de DVD e Blu-ray. O filme também está disponível para transmissão no serviço de streaming Peacock.

### Polêmica
Em resposta ao lançamento do filme pela Universal sem consultar os proprietários dos cinemas, bem como aos comentários do CEO da NBCUniversal, Jeff Shell, sugerindo que futuros lançamentos da Universal estreariam em streaming simultaneamente nos cinemas e em VOD, a AMC Theatres afirmou que não licenciaria filmes que também estreassem ao mesmo tempo digitalmente; “No futuro, a AMC não licenciará nenhum filme da Universal em nenhum de nossos 1.000 cinemas globalmente nesses termos”. A Regal Cinemas seguiu o exemplo em uma declaração não apenas dirigida à Universal, dizendo "não exibiremos filmes que não respeitem as janelas". No entanto, em julho de 2020, a AMC e a Universal anunciaram que haviam chegado a um acordo para reduzir a janela teatral mínima para 17 dias (abaixo dos 90 habituais) e que a AMC receberia uma parte não revelada das vendas VOD subsequentes, resultando em uma rescisão. da proibição da AMC aos filmes da Universal.
O Hollywood Reporter escreveu que parte do elenco, incluindo Anna Kendrick e Justin Timberlake, não estava ciente do lançamento do filme em VOD e que seus representantes estavam tentando garantir os bônus dos atores que teriam recebido se o filme tivesse um bom desempenho nos cinemas.

## Recepção

### Bilheteria
Nos Estados Unidos, o filme arrecadou cerca de $ 60.000 em seu fim de semana de estreia em 25 cinemas drive-in, em meio a extensos fechamentos de cinemas devido a restrições direcionadas à pandemia de COVID-19.  Em 12 de maio, apesar de nenhum relatório oficial, o Deadline Hollywood disse que os meios de comunicação, incluindo Box Office Mojo, subnotificaram os números e estimaram que o filme estava se aproximando de $ 1 milhão de bilheteria. Em 7 de junho, o Deadline disse que o filme arrecadou $ 3,6 milhões nas bilheterias domésticas e provavelmente foi o primeiro colocado em todos os fins de semana desde seu lançamento.  Ele continuou a tocar em drive-ins nas semanas seguintes.  O Box Office Mojo relatou o faturamento doméstico em apenas US$ 450.000 e o total mundial bruto em US$ 48 milhões. O The Numbers não contou nenhuma receita bruta doméstica e colocou o total mundial um pouco mais alto em US$ 49 milhões.

### Vendas em VOD
Após seu primeiro fim de semana de streaming digital, foi relatado por FandangoNow que o filme estabeleceu o recorde de mais acessos em um fim de semana de lançamento pela empresa. O filme também terminou em primeiro lugar para Amazon Prime, Comcast, Apple TV, Vudu, YouTube e DirecTV, com a Universal relatando que foi comprado 10 vezes mais do que seu aluguel anterior Jurassic World: Fallen Kingdom, que rendeu $ 2– 3 milhões no primeiro dia. Ao todo, o filme arrecadou pelo menos US$ 40 milhões no fim de semana. Durante os primeiros 19 dias de lançamento, estimou-se que entre três e cinco milhões de pessoas assistiram ao filme, resultando em cerca de US$ 95 milhões brutos (US$ 77 milhões dos quais foram para a Universal, mais receita para o estúdio do que o filme original feito durante sua toda a exibição nos cinemas).   Após três meses de lançamento, o filme permaneceu entre os cinco primeiros na maioria dos serviços e, ocasionalmente, voltou ao primeiro lugar no Amazon Prime, FandangoNow e iTunes.  Em agosto, o IndieWire estimou que o filme havia arrecadado cerca de US$ 150 milhões com os aluguéis.
O Deadline Hollywood estimou que, devido ao custo de produção aproximado de US$ 95 milhões do filme, mais outros US$ 30 milhões gastos em marketing (embora estúdios rivais afirmem que a Universal gastou mais do que isso, tão alto quanto uma campanha normal de US$ 80-100 milhões), o filme poderia atingir o ponto de equilíbrio se 9 a 12 milhões de pessoas alugarem o filme, resultando em cerca de US$ 200 milhões em receita. O Hollywood Reporter escreveu que "na opinião de alguns veteranos da indústria, [o filme] pode nunca render um centavo", embora "a Universal acredite que pode lucrar US$ 40 milhões ou mais com todas as fontes de receita". Em outubro de 2020, o The Hollywood Reporter disse que o filme era o segundo título digital mais popular em meio à pandemia de COVID-19, atrás de Mulan.

### Crítica especializada
No Rotten Tomatoes, o filme detém um índice de aprovação de 71% com base em 160 críticas. O consenso crítico do site diz: "Uma continuação divertida para os fãs do original, Trolls World Tour oferece uma segunda porção de animação colorida, energia contagiante e canções para cantar junto.". No Metacritic, o filme tem uma pontuação média ponderada de 51 em 100, com base em 35 críticas, indicando "críticas mistas ou médias".
Owen Gleiberman, da revista Variety, deu uma crítica mista, chamando-o de "conto de fadas encharcado de música" e "apesar de todos os seus prazeres superficiais, é agradável, mas subimaginado, com mais entusiasmo do que surpresa e, ao mesmo tempo, um superprogramado sentido de seu próprio destino temático.".
A Entertainment Weekly deu uma crítica mista, chamando-o de "Guerra Infinita com apostas mais baixas".

### Prêmios
| Prêmio                          | Data da Cerimônia     | Categoria                                                               | Recipiente(s)                                                                               | Resultado | Ref.   |
| ------------------------------- | --------------------- | ----------------------------------------------------------------------- | ------------------------------------------------------------------------------------------- | --------- | ------ |
| Cinema Audio Society Awards     | 17 de abril de 2021   | Outstanding Achievement in Sound Mixing for a Motion Picture – Animated | Tighe Sheldon, Scott Millan, Paul Hackner, Christopher Fogel e Randy K. Singer              | Indicado  | [ 54 ] |
| Hollywood Music in Media Awards | 27 de janeiro de 2021 | Best Original Song in an Animated Film                                  | "Just Sing" – Max Martin, Justin Timberlake, Ludwig Göransson e Sarah Aarons                | Venceu    | [ 55 ] |
| Hollywood Music in Media Awards | 27 de janeiro de 2021 | Best Music Supervision – Film                                           | Angela Leus                                                                                 | Indicado  | [ 55 ] |
| Nickelodeon Kids' Choice Awards | 13 de março de 2021   | Filme de Animação Favorito                                              | Trolls World Tour                                                                           | Indicado  | [ 56 ] |
| Nickelodeon Kids' Choice Awards | 13 de março de 2021   | Favorite Voice from an Animated Movie                                   | Anna Kendrick                                                                               | Venceu    | [ 56 ] |
| Nickelodeon Kids' Choice Awards | 13 de março de 2021   | Favorite Voice from an Animated Movie                                   | Justin Timberlake                                                                           | Indicado  | [ 56 ] |
| Sociedade de Efeitos Visuais    | 6 de abril de 2021    | Outstanding Visual Effects in an Animated Feature                       | Walt Dohrn, Gina Shay, Kendal Cronkhite-Shaindlin e Matt Baer                               | Indicado  | [ 57 ] |
| Sociedade de Efeitos Visuais    | 6 de abril de 2021    | Outstanding Created Environment in an Animated Feature                  | Luke Heathcock, Zachary Glynn, Marina Ilic e Michael Trull (por Techno Reef)                | Indicado  | [ 57 ] |
| Sociedade de Efeitos Visuais    | 6 de abril de 2021    | Outstanding Created Environment in an Animated Feature                  | Brian LaFrance, Sara Cembalisty, Christopher Sprunger e Ruben Perez (por Volcano Rock City) | Indicado  | [ 57 ] |
| Sociedade de Efeitos Visuais    | 6 de abril de 2021    | Outstanding Effects Simulations in an Animated Feature                  | Stephen Wood, Carl Hooper, Spencer Knapp e Nick Augello                                     | Indicado  | [ 57 ] |
| Prêmio Saturno                  | 26 de outubro de 2021 | Melhor Filme de Animação                                                | Trolls World Tour                                                                           | Indicado  | [ 58 ] |

## Sequência
Em 9 de abril de 2020, Justin Timberlake expressou interesse em participar de futuros filmes de Trolls, dizendo: "Espero que façamos, tipo, sete filmes dos Trolls, porque literalmente é um presente fazê-los". Em 22 de novembro de 2021, foi anunciado que um terceiro filme dos Trolls seria lançado nos cinemas em 17 de novembro de 2023.